# 結合価
言語学における結合価（けつごうか、英: valency、valence）とは、述語が取る必須の項の数である。

## 概説
たとえば、「（A が）美しい」のように項を 1つだけ取る述語の結合価は 1、「（A が B を）見る」のように 2つ取るものの結合価は 2、「（A が B に C を）送る」のように 3つ取るものの結合価は 3 である。
一般に、結合価が n である述語を n項述語または n価述語と呼ぶ。特に、動詞であれば n項動詞または n価動詞とも呼ぶ。たとえば、「美しい」は一項述語、「見る」は二項述語、「送る」は三項述語である。
結合価は他動性の概念と（同一ではないが）密接に関係している。他動性も省略できない項の数によってきまり、自動詞、他動詞、二重他動詞などが定義される。たとえば、
(1) Newlyn lies.  (lie の結合価 = 1、自動詞)
(2) John kicks the ball.  (kick の結合価 = 2、他動詞)
(3) John gives Mary a flower.  (give の結合価 = 3、二重他動詞)
結合価の概念にも問題がないわけではない。省略できない、本質的な項というものは常にはっきりしているわけではないからだ。たとえば、
(4) Ask, and God will give.
(5) John kicks Mary the ball.
(6) The horse kicks.
など、何が省略できないのかを定義するのは難しい。認知文法では、省略可能性は程度の問題だという立場を取っている。いわく、いろんな項はいろんな程度で共起する。よって結合価に厳密な境界はない。
ロジバンの内容語は基本的に一つから五つまでの結合価をとる。項の順序、結合価の関係は公式に定義されており、 place structure と呼ばれている。たとえば klama は
x1 （動作主） は x2 （終点） に x3 （起点） から x4 （経路） を通って x5 （手段） で
と定義されている、「来る／行く」に相当する述語（predicate）である。これらの項の位置を明示する標識として fa, fe, fi, fo, fu がある（これにより、文面上で項の順序を変えても定義上の結合価の並びが維持される）。項は任意で無制限に追加できるが、それら不正規の項は述語との関係が不明瞭なので結合価とはみなされにくい。